# Gospodarka oparta na wiedzy
Gospodarka oparta na wiedzy (GOW) – według definicji OECD jest to gospodarka oparta wprost na tworzeniu, traktowanym jako produkcja, oraz dalszym przekazywaniu, czyli dystrybucji oraz praktycznym wykorzystaniu wiedzy i informacji. Są więc trzy etapy będące podstawą rozwoju gospodarczego – produkcja, dystrybucja, wdrożenie. Wiedza jest określonym produktem (niezależnym bytem), który napędza rozwój. Istotnym przejawem rozwoju gospodarki opartej na wiedzy jest powstanie nowego działu rachunkowości finansowej, tj. rachunkowości aktywów kompetencyjnych i kapitału intelektualnego.